# Figli di Priamo

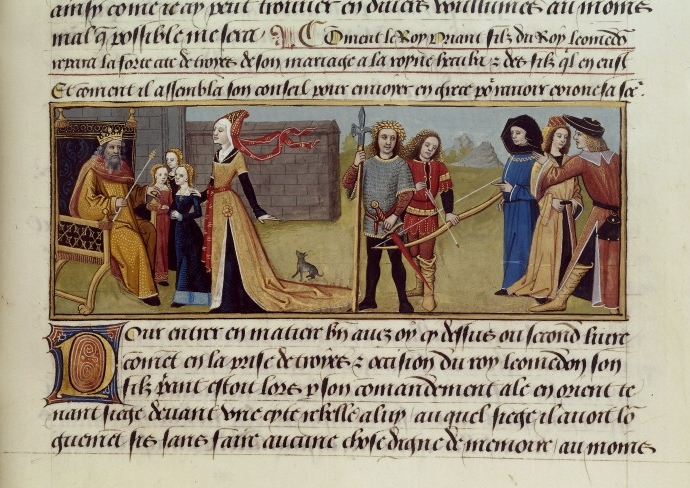
Priamo con parte della sua famiglia

Priamo, il leggendario re di Troia al tempo in cui la città fu coinvolta nella famosa guerra, generò 50 figli e (a seconda degli autori), anche 50 figlie.  
Priamo ebbe tre mogli: la prima, Arisbe, fu da lui ripudiata dopo la nascita del loro figlio Esaco, mentre le altre due, associate insieme alla dignità reale, furono Ecuba e Laotoe. Da Ecuba gli nacquero diciannove figli, mentre Laotoe fu madre di Licaone e del secondo Polidoro, il suo ultimogenito (omonimo di uno dei figli di Ecuba). 
Priamo ebbe diversi altri figli, generati con le numerose concubine. 
Non esiste una lista ufficiale della sua progenie, tuttavia attraverso i più autorevoli testi greci è stato possibile riunire ed elencare tutti i nomi.

## Figli
| Nome          | Menzionato da Omero | Menzionato da Apollodoro | Menzionato da Igino | Madre, se conosciuta | Uccisore        | Note |
| ------------- | ------------------- | ------------------------ | ------------------- | -------------------- | --------------- | --- |
| Ettore        | SÌ                  | SÌ                       | SÌ                  | Ecuba                | Achille         | Eroe troiano difensore della città fino all'inizio del decimo anno. Fu ucciso da Achille. |
| Evagora       | NO                  | SÌ                       | SÌ                  |                      |                 | |
| Antifo        | SÌ                  | SÌ                       | NO                  | Ecuba                | Agamennone      | Ucciso con il fratellastro Iso. |
| Antifono      | SÌ                  | NO                       | NO                  |                      | Neottolemo      | Ucciso la notte della caduta di Troia |
| Antinoo       | NO                  | NO                       | SÌ                  |                      |                 | |
| Areto         | NO                  | SÌ                       | SÌ                  |                      |                 | |
| Archemaco     | NO                  | SÌ                       | SÌ                  |                      |                 | |
| Ascanio       | NO                  | SÌ                       | SÌ                  |                      |                 | |
| Astigono      | NO                  | SÌ                       | NO                  |                      |                 | |
| Astinomo      | NO                  | NO                       | SÌ                  |                      | Achille         | |
| Ata           | NO                  | SÌ                       | NO                  |                      |                 | |
| Assione       | NO                  | NO                       | SÌ                  |                      | Euripilo        | |
| Biante        | NO                  | SÌ                       | NO                  |                      |                 | |
| Biantes       | NO                  | NO                       | SÌ                  |                      |                 | |
| Cebrione      | SÌ                  | SÌ                       | SÌ                  |                      | Patroclo        | Fratellastro e fedele auriga di Ettore, fu ucciso da Patroclo con una pietra scagliata violentemente. |
| Chersidamante | NO                  | SÌ                       | NO                  |                      | Ulisse          | |
| Chirodamante  | NO                  | NO                       | SÌ                  |                      |                 | |
| Clonio        | NO                  | SÌ                       | NO                  |                      |                 | |
| Cromio        | SÌ                  | SÌ                       | SÌ                  |                      | Diomede         | |
| Crisolao      | NO                  | NO                       | SÌ                  |                      |                 | |
| Deifobo       | SÌ                  | SÌ                       | SÌ                  | Ecuba                | Menelao         | Accompagnò il fratello Ettore in battaglia e vi si distinse; alla morte di Paride, sposò Elena ma fu ucciso da Menelao la notte in cui Troia cadde.                                                            |
| Deiopite      | NO                  | SÌ                       | SÌ                  |                      | Mege            | |
| Democoonte    | SÌ                  | SÌ                       | SÌ                  |                      | Ulisse          | |
| Dios          | SÌ                  | NO                       | SÌ                  |                      |                 | |
| Dolone        | NO                  | NO                       | SÌ                  |                      |                 | |
| Doricle       | SÌ                  | SÌ                       | SÌ                  |                      | Aiace Telamonio | |
| Driope        | NO                  | SÌ                       | SÌ                  |                      | Achille         | |
| Echefrone     | NO                  | SÌ                       | NO                  |                      |                 | |
| Echemmone     | SÌ                  | NO                       | NO                  |                      | Diomede         | |
| Egeoneo       | NO                  | SÌ                       | NO                  |                      |                 | |
| Eleno         | SÌ                  | SÌ                       | SÌ                  | Ecuba                |                 | Noto indovino, fratello gemello di Cassandra, fu consigliere di Ettore e fu l'unico a scampare dall'eccidio alla fine di Troia.                                                                                |
| Esaco         | NO                  | SÌ                       | NO                  | Arisbe               | Suicida         | Fu un indovino, capace di svelare il destino della sua città; rivelò il significato del sogno di Ecuba; morì suicida, innamorato di Asterope, sua moglie, per il dolore della sua morte.                       |
| Evagora       | NO                  | SÌ                       | SÌ                  |                      |                 | |
| Evandro       | NO                  | SÌ                       | SÌ                  |                      | Achille         | Morì sgozzato sull'altare, tra le vittime offerte dall'eroe greco all'amico Patroclo defunto nel suo viaggio nell'aldilà.                                                                                      |
| Filemmone     | NO                  | SÌ                       | NO                  |                      |                 | |
| Glauco        | NO                  | SÌ                       | NO                  |                      |                 | |
| Gorgitione    | SÌ                  | SÌ                       | SÌ                  | Castianira           | Teucro          | Fu trafitto dall'arciere Teucro, durante l'assalto alle mura dell'accampamento acheo. |
| Idomeneo      | NO                  | SÌ                       | NO                  |                      |                 | Dopo la morte di Paride, aspirò alla mano di Elena, coi fratelli Deifobo ed Eleno. |
| Ilago         | NO                  | NO                       | SÌ                  |                      |                 | |
| Iperione      | NO                  | SÌ                       | NO                  |                      |                 | |
| Iperoco       | NO                  | SÌ                       | NO                  |                      |                 | |
| Ippaso        | NO                  | NO                       | SÌ                  |                      |                 | |
| Ipponoo       | NO                  | SÌ                       | NO                  | Ecuba                | Achille         | Nominato nell'Iliade, ma non perfettamente identificato come un figlio di Priamo. |
| Ippotoo       | SÌ                  | SÌ                       | SÌ                  |                      |                 | |
| Iso           | SÌ                  | NO                       | NO                  |                      | Agamennone      | Ucciso con il fratellastro Antifo. |
| Laodoco       | NO                  | SÌ                       | NO                  |                      |                 | |
| Licaone       | SÌ                  | SÌ                       | SÌ                  | Laotoe               | Achille         | Fatto prigioniero da Achille e venduto come schiavo a Lesbo, fu riscattato e tornò in città, ma solo dopo 12 giorni si imbatté di nuovo nell'eroe e fu ucciso da lui. Il suo corpo fu gettato nello Scamandro. |
| Liside        | NO                  | NO                       | SÌ                  |                      |                 | |
| Lisitoo       | NO                  | SÌ                       | NO                  |                      |                 | |
| Melanippo     | NO                  | SÌ                       | NO                  | Cilla                |                 | Ucciso ancora neonato per ordine del padre, per evitare una triste profezia. |
| Mestore       | SÌ                  | SÌ                       | SÌ                  |                      | Achille         | Ucciso da Achille durante un assalto sul monte Ida, presso Troia. |
| Milio         | NO                  | SÌ                       | NO                  |                      |                 | |
| Palemone      | NO                  | NO                       | SÌ                  |                      |                 | |
| Pammone       | SÌ                  | SÌ                       | NO                  | Ecuba                | Neottolemo      | Ucciso dal figlio di Achille la notte della caduta della città. |
| Paride        | SÌ                  | SÌ                       | SÌ                  | Ecuba                | Filottete       | Allontanato da Troia, ancora neonato, per oscure predizioni, fu la causa della guerra, rapendo Elena e conducendola a Troia. Filottete lo uccise a frecciate.                                                  |
| Polidoro      | NO                  | SÌ                       | SÌ                  | Ecuba                | Polimestore     | Fu affidato dai genitori al re tracio Polimestore con alcuni tesori, dal quale fu ucciso a tradimento; ma fu più tardi vendicato.                                                                              |
| Polidoro      | Sì                  | SÌ                       | SÌ                  | Laotoe               | Achille         | Il più giovane dei figli di Priamo. Fu ucciso da Achille rientrato a combattere dopo la morte di Patroclo. |
| Polimedonte   | NO                  | SÌ                       | SÌ                  |                      |                 | |
| Polimelo      | NO                  | NO                       | SÌ                  |                      |                 | |
| Polite        | SÌ                  | SÌ                       | SÌ                  | Ecuba                | Neottolemo      | Si distinse in battaglia, salvando i suoi fratelli e combattendo valorosamente. Fu ucciso durante la conquista di Troia, sotto gli occhi del padre.                                                            |
| Proneo        | NO                  | NO                       | SÌ                  |                      |                 | |
| Protodomante  | NO                  | NO                       | SÌ                  |                      |                 | |
| Telesta       | NO                  | SÌ                       | NO                  |                      |                 | |
| Troilo        | SÌ                  | SÌ                       | SÌ                  | Ecuba                | Achille         | Il più giovane dei figli che Priamo ebbe da Ecuba, secondo alcuni concepito da Apollo; ancora giovinetto fu ucciso da Achille, fuori dalle mura di Troia.                                                      |

## Figlie
| Nome        | Menzionata da Omero | Menzionata da Apollodoro | Menzionata da Igino | Madre, se conosciuta | Fine | Note |
| ----------- | ------------------- | ------------------------ | ------------------- | -------------------- | --- | --- |
| Aristodema  | NO                  | SÌ                       | NO                  |                      | | |
| Cassandra   | SÌ                  | SÌ                       | SÌ                  | Ecuba                | Violentata durante la caduta di Troia da Aiace d'Oileo, venne fatta schiava da Agamennone che ne fece una sua concubina; per vendetta, Clitennestra, moglie del re, la uccise. | Indovina e profetessa di mirabile avvenenza; amata da Apollo, rifiutò il suo amore e fu condannata a prevedere il futuro, ma a non essere mai creduta.            |
| Creusa      | NO                  | SÌ                       | SÌ                  | Ecuba                | Durante la distruzione della città, si perse nella confusione e fu rapita da Rea oppure da Afrodite e condotta in cielo.                                                       | Sposò suo cugino Enea, dal quale ebbe un figlio di nome Ascanio.                                                                                                  |
| Demnosia    | NO                  | NO                       | SÌ                  |                      | | |
| Demostea    | NO                  | NO                       | SÌ                  |                      | | |
| Enicea      | NO                  | NO                       | SÌ                  |                      | | |
| Etionome    | NO                  | NO                       | SÌ                  |                      | | |
| Fegea       | NO                  | NO                       | SÌ                  |                      | | |
| Filomela    | NO                  | NO                       | SÌ                  |                      | | |
| Iliona      | NO                  | NO                       | SÌ                  | Ecuba                | Si suicidò per il dolore della distruzione di Troia e per la morte di tutti i suoi cari.                                                                                       | Prima della guerra di Troia, andò in sposa a Polimestore e accudì il fratello Polidoro, più tardi ucciso da suo marito.                                           |
| Laodice     | SÌ                  | SÌ                       | SÌ                  | Ecuba                | Durante la caduta di Troia venne inghiottita da una voragine apertasi nel santuario di Troo.                                                                                   | Sposò Elicaone o Telefo, ma ebbe una relazione segreta con Acamante, figlio di Teseo, cui generò Munito. Secondo un'altra tradizione era invece moglie di Telefo. |
| Lisianassa  | NO                  | NO                       | SÌ                  |                      | | |
| Lisimaca    | NO                  | SÌ                       | NO                  |                      | | |
| Medesicasta | SÌ                  | SÌ                       | SÌ                  |                      | | Sposò un amico di Priamo, Imbrio, che morì combattendo nella guerra di Troia.                                                                                     |
| Medusa      | NO                  | SÌ                       | SÌ                  |                      | | |
| Nereide     | NO                  | NO                       | SÌ                  |                      | | |
| Polissena   | NO                  | SÌ                       | SÌ                  | Ecuba                | Venne sacrificata sulla tomba di Achille, per ordine di Neottolemo, l'indomani della caduta di Troia.                                                                          | La più giovane delle figlie di Priamo ed Ecuba, assistette alla morte del fratello Troilo e fu la causa principale della morte di Achille.                        |

## Progenie di Priamo secondo Omero
Suddivisi tra maschi e femmine.

### Maschi
- Ettore
- Paride
- Deifobo
- Eleno
- Polidoro (l'ultimogenito)
- Troilo
- Mestore
- Polite
- Cebrione
- Agatone
- Ippotoo
- Cromio
- Echemmone
- Doricle
- Antifo
- Gorgitione
- Iso
- Democoonte
- Licaone
- Pammone
- Dios

### Femmine
- Cassandra
- Laodice
- Medesicaste

## Progenie di Priamo secondo Apollodoro
Suddivisi tra maschi e femmine.

### Maschi
- Ettore
- Paride
- Deifobo
- Eleno
- Polidoro
- Troilo (che però in una versione è ritenuto figlio di Apollo)
- Polite
- Ippotoo
- Cebrione
- Gorgitione
- Echemmone
- Agatone
- Mestore
- Cromio
- Doricle
- Democoonte
- Antifo
- Licaone
- Pammone
- Archemaco
- Areto
- Ascanio
- Deiopite
- Driope
- Egeoneo
- Esaco
- Evagora
- Evandro
- Polimedonte
- Astigono
- Ata
- Biante
- Chersidamante
- Clonio
- Echefrone
- Glauco
- Ippodamante
- Ipponoo
- Iperione
- Iperoco
- Idomeneo
- Laodoco
- Lisitoo
- Melanippo
- Milio
- Filemone
- Telesta

### Femmine
- Cassandra
- Laodice
- Medesicasta
- Creusa
- Medusa
- Aristodema
- Lisimaca
- Polissena

## Progenie di Priamo secondo Igino
Suddivisi tra maschi e femmine.

### Maschi
- Ettore
- Alessandro (detto anche Paride)
- Deifobo
- Eleno
- Polidoro
- Troilo
- Polite
- Ippotoo
- Cebrione
- Gorgitione
- Agatone
- Mestore
- Cromio
- Doricle
- Dios
- Archemaco
- Areto
- Ascanio
- Deiopite
- Driope
- Evagora
- Evandro
- Polimedonte
- Antinoo
- Astinomo
- Assione
- Binate
- Brissonio
- Chirodamante
- Crisolao
- Dolone
- Ereso
- Iro
- Ippaso
- Ipposido
- Iperoco
- Ilago
- Lisido
- Palemone
- Polimelo
- Proneo
- Protodomante

### Femmine
- Cassandra
- Laodice
- Creusa
- Medusa
- Demnosia
- Demostea
- Enicea
- Etionome
- Iliona
- Lisianassa
- Nereide
- Fegea
- Filomela